# Hanns Martell
Hanns Martell, Geburtsname Hans Rieger (* 29. April 1955 in Gießen) ist ein deutscher Musikproduzent, Textdichter, Komponist und Sänger. 

## Leben und Wirken
Hanns Martell begann unter seinem bürgerlichen Namen Hans Rieger seine berufliche Laufbahn zunächst als Manager, unter anderem von Karl-Heinz Radschinsky. In den 80er Jahren war er als Moderator von Veranstaltungen tätig u. a. in der Dortmunder Westfalenhalle, der  Mitsubishi Electric Halle Düsseldorf sowie in TV-Shows (Sport unter der Lupe, Stars Hautnah) und Städtetouren mit u. a. Heidi Kabel, Brigitte Mira und Chris Howland.
Mit der Jahrtausendwende wirkte er als Partysänger unter dem Namen Strandgeier. Als Autor veröffentlichte er über 200 Musikstücke. Unter anderem schrieb er für Künstler wie Chris Roberts, die Jacob Sisters und Chris Marlow. Seine Titel finden sich auf zahlreichen Samplern und Kompilationen. Unter Fußballfans ist besonders sein Titel 2010-Pokal bekannt.
Martell lebt in Solms.

## Diskografie (Auswahl)

### Als Strandgeier
- 2000: Alle Mann Richtung Ballermann
- 2001: Paxi, Lexi, Fixi
- 2002: Alles Fit im Schritt
- 2002: In Berlin da sind die Räuber
- 2003: Superclown
- 2004: Heladiladilo
- 2005: Kühles Bier und stramme Weiber
- 2006: Hände hoch
- 2008: Maccaroni Song
- 2009: Party
- 2010: 2010-Pokal
- 2011: Adelheid
- 2012: Du kleine Maus
- 2013: Alles total normal
- 2015: Wir feiern das Leben

### Als Hanns Martell
- 2006: Annemarie Polka
- 2006: Sieben Tränen
- 2007: Flammen einer Sommernacht
- 2008: Stella di Mare
- 2008: In Gedanken
- 2008: Hautnah am Tabu
- 2009: Sowieso und einfach alles
- 2009: Und morgen früh küss ich dich wach
- 2010: Was wäre wenn
- 2011: Flammen einer Sommernacht (Latino-Mix 2011)
- 2012: Willst du nicht
- 2014: Candlelight mit Maria